# Wiersz meliczny
Wiersz meliczny to rodzaj wiersza, którego budowa jest ściśle podporządkowana rytmiczności językowej i opiera się na organizacji muzycznej, np: psalm.
Charakteryzuje się:
- zharmonizowaniem zdań z frazowaniem muzycznym,
- różną sylabicznością wersów ze skłonnością do ich wyrównywania, gdzie liczbę sylab określa liczba nut przypadających na dany segment wiersza, a niestałość sylabiczna wynika ze zmiennej liczby taktów lub rozciągania jednej sylaby na kilka nut,
- strofami nieregularnymi o zmiennej liczbie wersów.